# اریکو فوجیماکی
اریکو فوجیماکی (انگلیسی: Eriko Fujimaki؛ زادهٔ ۱ ژانویهٔ ۱۹۷۴) صداپیشگی در ژاپن اهل ژاپن است.